# Scraptia porosa
Scraptia porosa là một loài bọ cánh cứng trong họ Scraptiidae. Loài này được Lea miêu tả khoa học năm 1920.